# Rio Aluza
O Rio Aluza é um rio da Romênia afluente do rio Jijia, localizado no distrito de Iaşi.